# Марин Кнежевић
Марин Кнежевић је хрватски позоришни, телевизијски и филмски глумац.

## Филмографија
| Год.     | Назив           | Улога      |
| -------- | --------------- | ---------- |
| 2000.-те |                 |            |
| 2005.    | Забрањена љубав | Леон Бауер |